# Latroncules

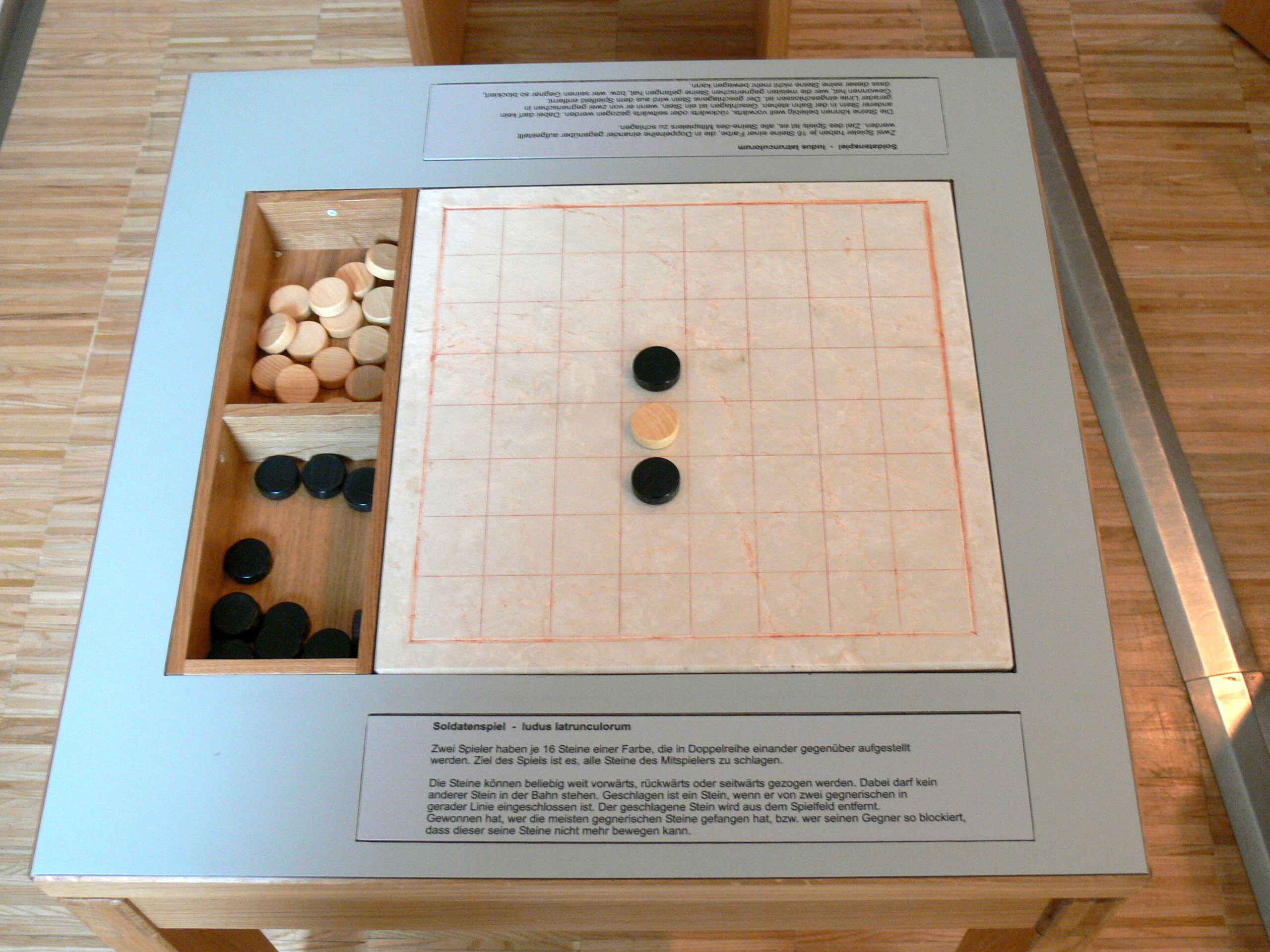
Ludus latrunculorum (reconstitution moderne).

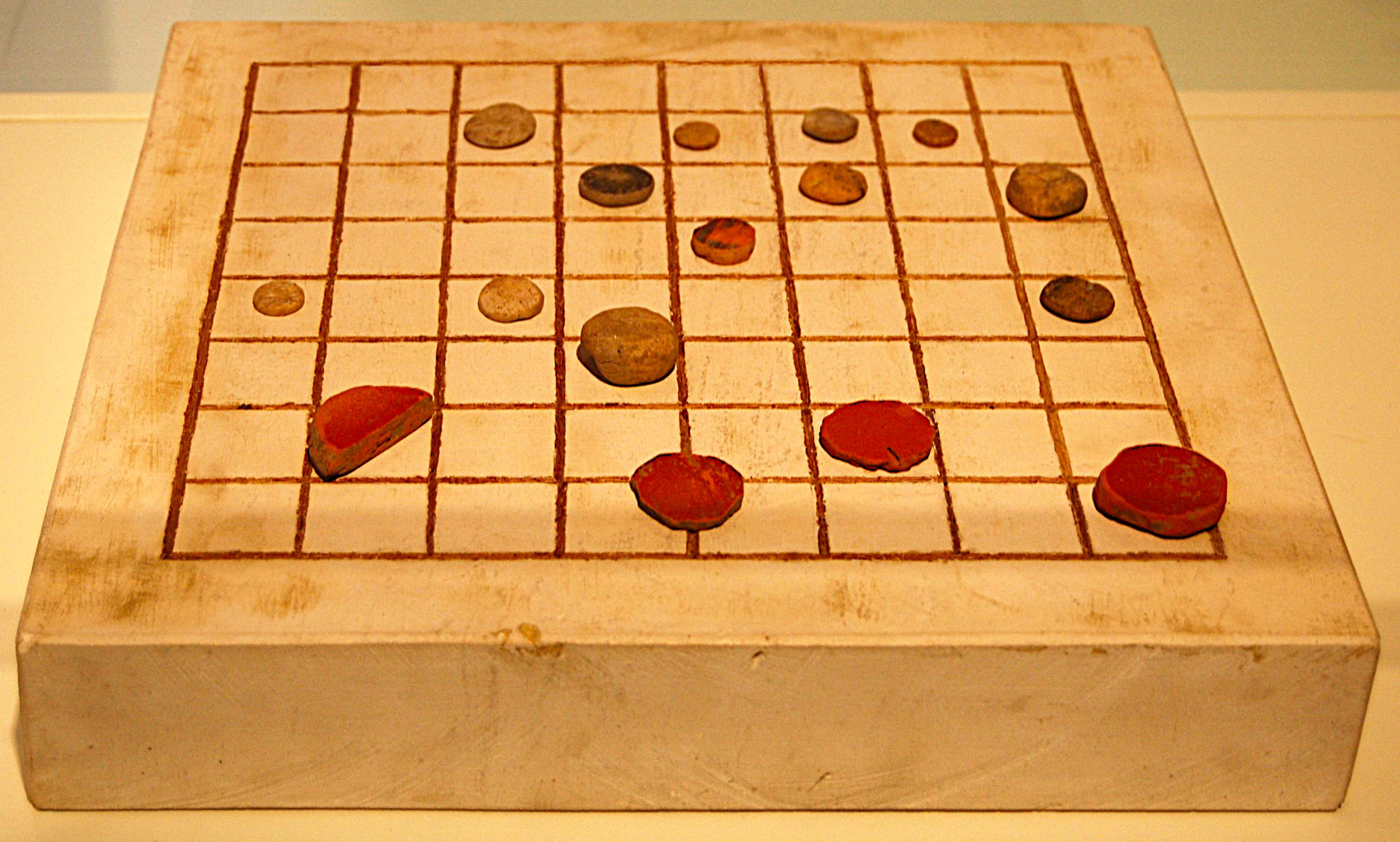
Ludus latrunculorum à Complutum (Espagne).

Le jeu des latroncules est un jeu de stratégie romain datant du IIIe siècle av. J.-C., variante de la petteia grecque et du senet égyptien.

## Origine
Le jeu des latroncules serait une variante d'un jeu grec connu sous le nom de petteia. Il serait inspiré d'un exercice de tactique militaire élaboré par le roi d'Épire Pyrrhus pour former ses officiers. Selon Cicéron et Vopiscus[réf. souhaitée], latrunculus signifie « vil brigand ». Le nom pourrait également venir de latrones qui signifiait « mercenaires » sous la République romaine. Le gagnant se proclame imperator. Les jetons sont appelés calculi.
Toutes les règles sont extrapolées à partir des rares traces écrites (surtout des citations d’Ovide). Cette version est la plus classique mais il en existe d’autres qui ressemblent plus au jeu de dames.

## Une règle simple

### Le matériel
- 1 plateau à damier de 64 cases (tabula)
- 8 cavaliers (ou latroncules) blancs et noirs
- 8 fantassins blancs et noirs (pedes)

### Les déplacements des fantassins
Ils ne se déplacent que d’une case à la fois, vers l’avant et ne peuvent ni reculer, ni se déplacer vers les côtés. Un fantassin arrivé à la dernière rangée devient un cavalier.

### Les déplacements des cavaliers
Ils peuvent se déplacer d’une case dans tous les sens (même en diagonale) mais doivent respecter les indications s’ils se trouvent sur les cases noires.

### La préparation du jeu
Les joueurs doivent placer le plateau de façon que les cases aux angles droits du plateau soient blanches. Les joueurs prennent les pions de leur couleur et les placent sur les deux premières lignes du plateau, les cavaliers sur les cases noires et les fantassins sur les cases blanches.

### Le déroulement du jeu
- Le joueur qui a les pions blancs commence.
- Les joueurs jouent un coup à la fois à tour de rôle.

### Le but du jeu
Le but du jeu est de capturer tous les pions de l’adversaire. Un pion est capturé quand il se trouve entre deux pions adverses. Un joueur ne peut pas se mettre en situation d’être capturé.

### Les cas particuliers
- Si un joueur ne peut pas se déplacer autrement qu’en se mettant en situation d’être capturé, la partie est déclarée nulle.
- Si aucun des joueurs ne parvient à capturer tous les pions adverses (cela arrive quand il ne reste à chacun qu’un très petit nombre de pions), la partie est déclarée nulle.
- Dans certains cas, deux pions peuvent être capturés d’un seul coup : ce sont des prises en diagonale, jamais en ligne, et qui impliquent trois jetons de la même couleur.
- Dans un angle, le pion est capturé lorsque les deux cases latérales sont occupées par l’adversaire.